# Pawło Rebenok
Pawło Wiktorowycz Rebenok, ukr. Павло Вікторович Ребенок (ur. 23 lipca 1985 w Ordżonikidze, w obwodzie dniepropetrowskim) – ukraiński piłkarz, grający na pozycji pomocnika, a wcześniej napastnika.

## Kariera piłkarska

### Kariera klubowa
Wychowanek Szkoły Piłkarskiej Dnipro Dniepropetrowsk. W 2003 rozpoczął karierę piłkarską w trzeciej drużynie Dnipra Dniepropetrowsk, występującej w rozgrywkach amatorskich. Na początku 2004 został zaproszony do rosyjskiego FK Elista, ale grał tylko w drugiej drużynie. Latem 2004 powrócił do Ukrainy, gdzie został piłkarzem Worskły Połtawa. Latem 2007 przeszedł do Metalista Charków. 29 lipca 2008 najpierw został wypożyczony, a po zakończeniu sezonu podpisał kontrakt z Czornomorcem Odessa. 1 lipca 2011 powrócił do Worskły Połtawa. 2 czerwca 2012 roku przeszedł do Metalista Charków. Jednak nie potrafił przebić się do podstawowego składu Metalista i podczas przerwy zimowej sezonu 2012/13 na zasadach wypożyczenia powrócił do Worskły. 9 stycznia 2014 został wypożyczony do Czornomorca Odessa. Latem 2014 powrócił do Metalista. 28 lipca 2015 przeszedł do Tarpieda-BiełAZ Żodzino. 22 stycznia 2016 po raz kolejny powrócił Worskły Połtawa.

## Sukcesy i odznaczenia

### Sukcesy klubowe
- brązowy medalista Mistrzostw Ukrainy: 2008